# Maître de la Vie de saint Jean-Baptiste
Ne pas confondre avec le Maître de la Vie de saint Jean-Baptiste, peintre de cartons de vitraux autrement appelé Maître d'Anne de Bretagne
Le Maître de la Vie de saint Jean-Baptiste est un peintre italien de l'école de Rimini, un maître anonyme actif dans la première moitié du Trecento, le XIVe siècle italien. Il est notamment influencé par Giotto (couleurs et formes simples des motifs). 

## Œuvres
Son surnom est dû à une œuvre qui lui est attribuée, un polyptyque qui a été démembré et  dispersé à une date inconnue, et dont les éléments connus sont : 
- La Vierge à l'Enfant, panneau central, National Gallery of Art, Washington,
- La Rencontre entre le Baptiste et l'ange Uriel, peinture sur bois, 40 × 46,5 cm, Musées du Vatican, Rome.
- L'Annonce à Zacharie, Street Collection de Bath,
- La Naissance de Jean-Baptiste et Le Baptême du Christ, National Gallery of Art, Washington,
- Saint Jean interrogé par les pharisiens, Seattle art Museum,
- Saint Jean en prison, Londres,
- La Décollation de Jean-Baptiste, Metropolitan Museum of Art, New York,
- Saint Jean dans les limbes, Loeser Collection, Florence